# 42.º Batallón de Infantería de la Luftwaffe
El 42.º Batallón de Infantería de la Luftwaffe (42. Infanterie-Bataillon der Luftwaffe o Luftwaffen-Infanterie-Bataillon XLII) fue una unidad de la Luftwaffe durante la Segunda Guerra Mundial.

## Historia
Fue formado el 20 de septiembre de 1944 en Münster, con 4 compañías. El batallón contaba con 20 oficiales y 1.553 suboficiales y otros rangos. El 23 de septiembre de 1944, el batallón, que estaba en la zona de Dürweiß, se trasladó a Kirchweiler. El 29 de septiembre ocupó en Lobberich posiciones defensivas. El 1 de octubre de 1944, fue integrado a la 9.º Compañía Antiaérea de calibre 20 mm. El 15 de octubre de 1944 el batallón fue dividido. La Compañía Antiaérea fue subordinada a la División Rässler o Räßler. Estuvo subordinado al LXXXI Cuerpo de Ejército. Cuatro compañías fueron trasladadas como reemplazo después a Venray. Las cuatro compañías restantes formaron el Batallón de Infantería de la Fuerza Aérea Sips. Entró en acción, junto con la División de Paracaidistas Erdmann, en Reine (Linnich, Krefeld). Disuelto en 1945.

## Servicios
- enero de 1945 - febrero de 1945: en Saarburg.